# Kaple svatého Tomáše z Canterbury (Ratiboř)
Zámecká kaple sv. Tomáše z Canterbury, neboli kaple Tomáše Becketa se nachází ve čtvrti Ostróg v polské Ratiboři (Slezské vojvodství). Byla vystavěna v gotickém slohu, je nazývána tzv. perlou slezské gotiky či slezskou Sainte Chapelle. Začala se budovat na konci 13. století ve východním části ratibořského hradu, pravděpodobně na místě menší románské rotundy, kterou objevili badatelé v 70. letech 20. století. V průběhu staletí ji ničily požáry, povodně, nepřátelská vojska a prohřešky nečinnosti, přesto i sedm století po svém vzniku stále existuje.

## Historie
Ve 13. století již 200 let existoval hrad v Ratiboři a dochází zde k velkému rozvoji. Změna přichází až po smrti knížete Vladislava I. Ratibořsko - Opolského, kdy se velké Horno-slezské knížectví rozpadá na čtyři části. Ratibořskou část ovládají synové knížete Přemek a Měšek. Dochází ke sporům mezi biskupem Tomášem II. a vratislavským knížetem Jindřichem IV. Probusem.  Ve sporu šlo hlavně o feudální principy, které ovládaly tehdejší svět. Kníže Jindřich se snažil upevnit svou moc ve Slezsku a přitom pomýšlel i na zisk královského trůnu. Biskup naopak usiloval o to, aby církev na celém území tehdejšího Slezska byla samostatná a autonomní bez feudálních povinností. Za těchto okolností došlo k vojenskému konfliktu.

### Spory a vznik
Konflikt se odehrával na velkém území Slezska. V Ratiboři našel biskup Tomáš II. jedno z posledních opevnění, ve kterém se mohl ukrýt. Právě tento hrad se stal centrem, odkud biskup uplatňoval veškerou svou politiku proti Jindřichovi IV. Za této situace se biskup vydal ke knížeti a po dlouhé době tak došlo opět k jejich smíření. Na důkaz, že došlo k tomuto usmíření se společně rozhodli tento moment zvěčnit tím, že roku 1288 Jindřich IV. zakládá ve Vratislavi kolegiátní chrám a biskup se téhož roku rozhodl vystavět kostel na ratibořském hradu. Historické prameny se zde rozcházejí, kdy přesně byl kostel založen. Uvádějí se letopočty mezi lety 1288-1292. Nejčastěji se pak uvádí rok 1292. Biskup se sice s Jindřichem usmířil, ale v zasvěcení kostela zanechal vzkaz, jak tento spor mohl skončit. Hlavním patronem kostela se stal mučedník, který byl po střetu se světskou mocí zavražděn - sv. Tomáš Becket z Canterbury. I v tomto případě šlo o autonomii a samostatnost církve.

### 15. až 16. století
S postupujícím rozšiřováním zámku se kaple stávala jeho nedílnou součástí. Odehrávaly se zde kapituly, bohoslužby a mše. Od 14. století v době Jana II. Opavského z dynastie Přemyslovců, až po knížete Valentýna plnila hlavně funkci hradní kaple, využívané knížecím dvorem.
V průběhu staletí prošla kaple řadou přestaveb a úprav. V 15. století se vlivem povodní zcela zřítila jižní stěna. Při poslední rekonstrukci (2011) byly u jižní stěny nalezeny kusy zdiva a gotických střešních tašek. Kaple byla po povodních opravena a byla jí zachována i původní délka. Před kapli byla ještě představěna na čtvercovém půdorysu věž s předsíní. Ta byla však zničena během požáru v roce 1600.

### 17. až 21. století
Ve 40. letech 17. století byla kaple obnovena a došlo ke změnám výšek podlah a rozměru vnitřních prostorů. V 19. století se na zámku objevila i napoleonská vojska, které silně zničenou kapli využívala. V závěru 19. století kaple opět vyhořela. Následně byla opět obnovena. Dostavělo se čtvrté sedílium (nika pro sochy světců) v místě bývalého vstupu. Byl postaven zcela nový chór v podobě dochované dodnes. Došlo k zazdění vstupu, přepracování žeber a k částečné opravě kleneb. Na místo jednoho okna, které bylo v ose fasády vznikla okna dvě. Byla opravena i střecha. Kaple byla využívaná a ve 30. letech byla vyzdobena nástěnnými malbami. V roce 1945 převzal zámek společně s kaplí do vlastnictví stát. Památka chátrala, až do začátku 21. století. V roce 2008 začala generální oprava.

## Inspirace

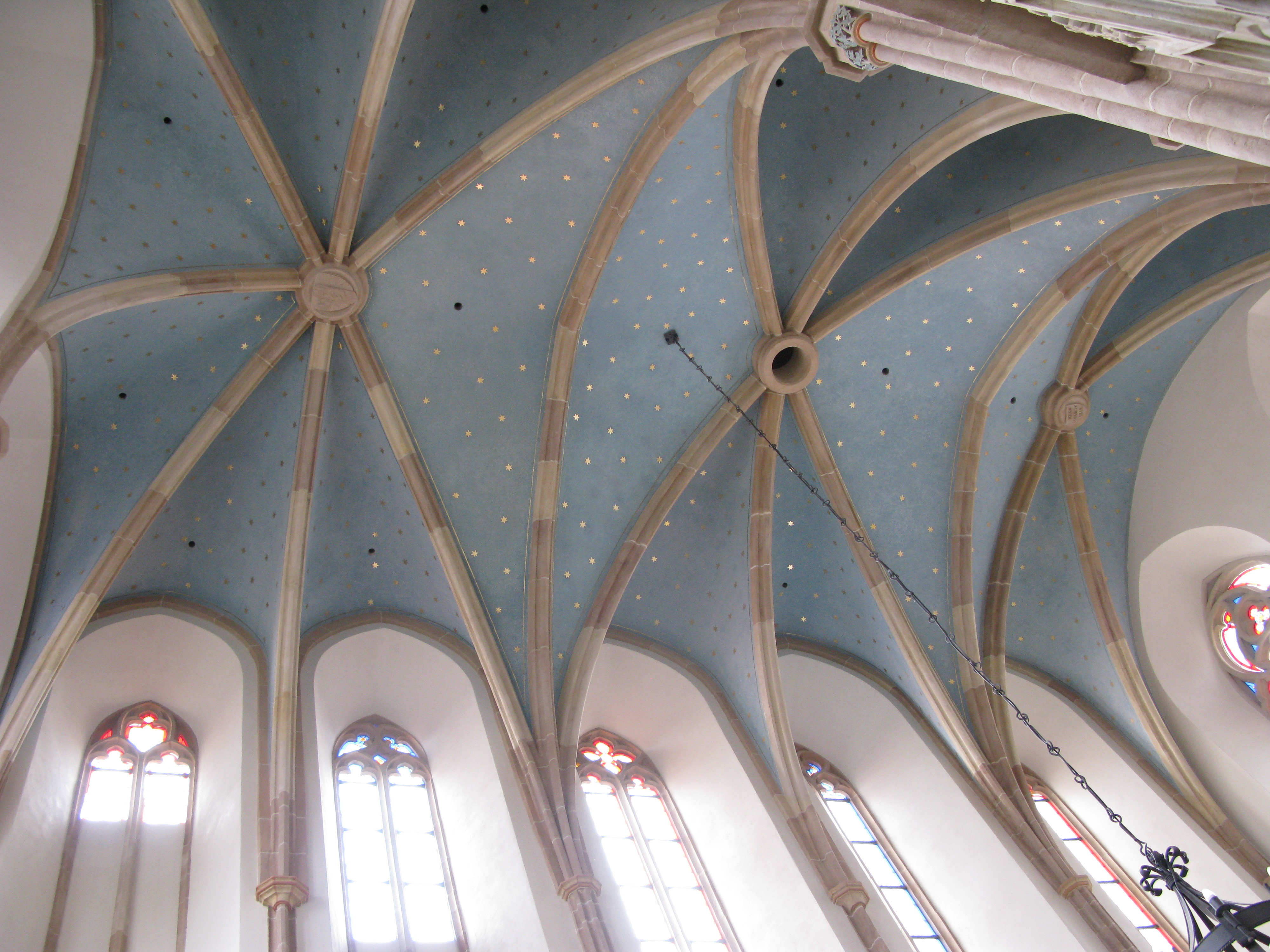
Zaklenutí kaple

Ve 13. století se na územích jednotlivých monarchií ve střední Evropě objevují lokální, individualizované vzory rezidenčních kapli. Zámecká kaple v Ratiboři je příkladem gotické architektury. Kaple je označována za slezskou Sainte Chapelle a skutečně je inspirována touto francouzskou kaplí. Kaple odkazuje i na architekturu českou, moravskou i rakouskou a podtrhuje tak místní slezské hodnoty, protože řada architektonických znaků přímo navazuje na detaily kaple sv. Hedviky v klášteře v polské Třebnici. Při bližším zkoumání lze zjistit, že pařížský vzor byl všeobecně kopírován, ne pro svou gotickou architekturu, ale především díky svým sémantickým obsahům a funkcím. Jedná se především o jeho funkci relikviáře, což bylo velkou inspirací pro podobně vystavěné kaple.
Půdorys založený na mírně prodlouženém čtyřúhelníku je jako v kaplích v Ulmerfeldu či Göttweigerhofu , kde se taky jako v ratibořské kapli objevuje pod hlavním prostorem malá sklepní komora. Neobvykle vysoký a štíhlý tvar kaple, který je překryt šestidílnou klenbou nalezneme například v kapli v Ulmelfeldu. Nejdůležitějším prvkem je pak členění stěn, které se vyskytuje ve všech podunajských kaplích. Nad dlouhou řadu sedílií (výklenků) se umísťuje pás vysokých štíhlých oken, které sídlí mezi příporami.

## Architektura

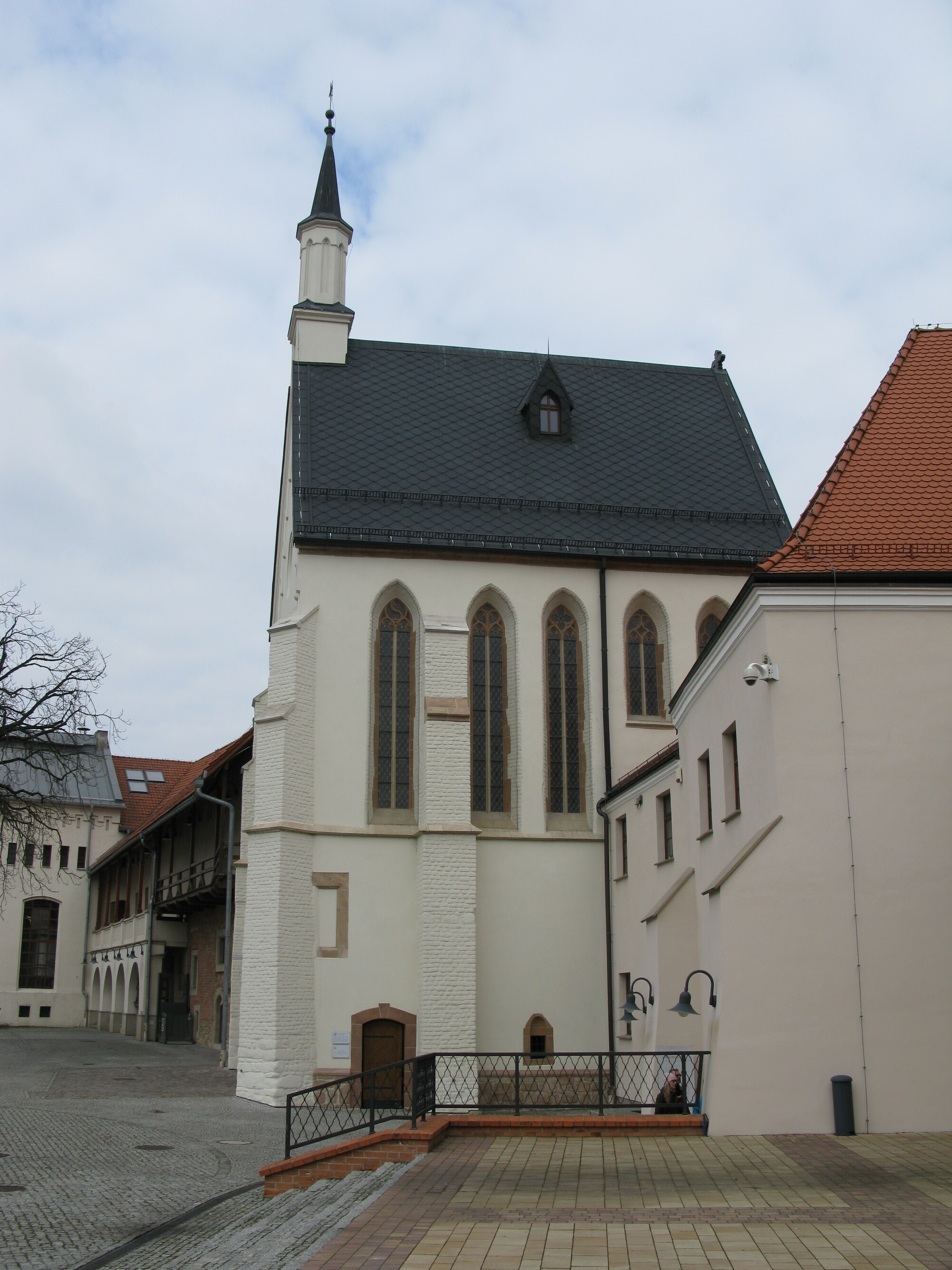
Pohled na jižní fasádu kaple

Z dochovaných záznamů nemůžeme jednoznačně určit, kdo byl stavitelem ratibořské kaple, ale ze stavby je zřejmé, že stavitel převzal platný ikonografický vzor a zároveň se zde učil svému řemeslu. Ratibořské kapli dal vzhled typický pro dolnorakouské kaple, které však obohatil o nový plášť. Díky použití specifických konzol lze říci, že stavitel podstatnou část svého života strávil v jedné z českých nebo moravských dílen, nesprávně označovaných jako stavitelské dílny krále Přemysla Otakara II. Dalším podstatným prvkem se pro ratibořského mistra stal prvek napodobující tenké klenební přípory, které jsou k vidění v olomoucké katedrále, kde zřejmě také stavitel pobýval. Z celé škály tehdejších stavitelů se zdá, že stavitel ratibořské kaple byl nejlépe obeznámen s aktuálními motivy spirituální gotiky. Jen on totiž ve střední Evropě použil motiv tříramenné lancetové kružby, která byla přejata z projektu štrasburské katedrály. Ve stejném prostředí se mohl také naučit vytvářet hruškovité a protáhlé formy k vytvoření splývavého profilu rámu sedílií, kde jednotlivé oblouky podepřel namísto sloupkem netektonickou kaskádovou konzolou. Všechny tyto motivy jak domácí tak zahraniční kombinoval i s jinými zcela odlišnými formami. Nejlépe to dokumentuje zakrytí sedílií pomocí těžkých trojúhelnikových štítů (vimperků), které jsou ozdobeny plazivými výhonky a zakončeny velkými kříži.
Orientace kaple je tradiční, oltář je orientován na východ. Základní architektonické detaily jsou provedeny ze světlého drobnozrnného pískovce tak jako při vzniku kaple. Během prvních 350 let své existence byla tato kaple stavbou dvoupodlažní. Úroveň původních podlah nám dnes naznačují niky podél severní stěny a dochované stopy po klenbách dolní části kaple. Spodní a horní podlaží spojovaly schody, ke kterým vedl dodnes dochovaný vstup. Viditelný ve východní stěně kaple. Objekt byl také delší o tloušťku západní stěny. Ta současná byla v polovině 17. století vestavěna dovnitř objektu, který byl zkrácen téměř o dva metry, což vedlo k narušení jeho proporcí. Půdorysným tvarem je pak protáhlý pravoúhelník (8,5 x 13 m ) a samotný prostor je zakryt třemi poli oblouků křížové klenby, jejichž tenká žebra se sbíhají na zavěšené stěnové sloupky ozdobené hlavicovým pásmem a konzolami z 19. století.

### Okna

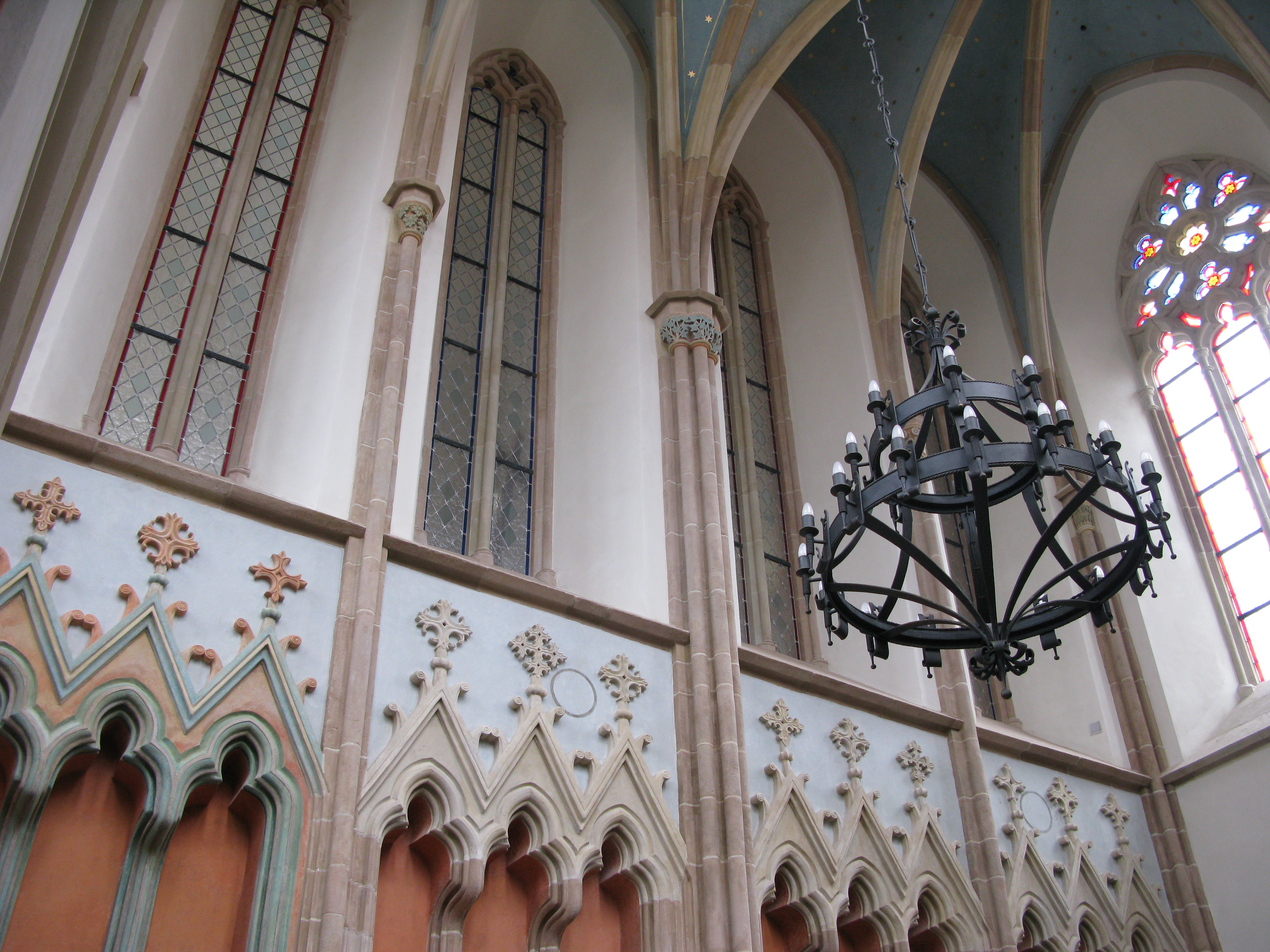
Severní stěna s okny a sedilii

V severní a jižní stěně se nacházejí dvoudílná lomená okna s kružbami. Okna těchto stěn jsou velice tmavá, jelikož se kaple nachází mezi již existující zástavbou. Severní stěna je součástí zámeckého celku a okna na jižní stěně jsou v částech kde stavby na sebe navazují pouze naznačená pomocí profilace tvaru oken. Ve východní a západní stěně se nacházejí dvě trojdílná lomená okna zakončena kružbou. Podařilo se zachovat původní zkosené ostění oken. Šikmé okenní parapety přecházejí do jednoduché podokenní římsy, která obíhá celou stavbu spolu s jednoduše zkoseným soklem. Ve vstupní fasádě se také nachází kruhové okno pouze s imitací kružby, které v interiéru není vidět, protože se nachází, až nad samotným zaklenutím kaple.

### Interiér
Rozměry lodě jsou 8,5 x 13m. V západní části se z počátku nacházela dřevěná kolátorská lóže, která byla v roce 1871 nahrazena novogotickou kamennou emporou, kterou podpírají dva sloupy s listově zdobenou hlavicí a je zaklenuta třemi poli křížové klenby se svorníky. Kamenné zábradlí, které se na empoře nachází je rozděleno na osm polí a každé pole je zdobeno čtyřlistou kružbou.
Podél celého prostoru kaple obíhá obnovená podokenní římsa. Žebra sbíhají do oblých klenebních přípor, které jsou přerušeny hlavicemi a ukončeny restaurovanými konzolami. Přípory mají kalichovité hlavice, které jsou zdobeny různým vegetabilním dekorem. Interiér kaple je zaklenut třemi poli žebrové klenby. Kněžiště (presbyterium) má jedno obdélníkové pole paprskovitě zaklenuto. Žebra se opírají o válcové přípory s kalichovitými hlavicemi a sbíhají se do svorníku. V zaklenutí se nacházejí celkem tři svorníky. První umístěný nad chórem nese erb s nápisem: Renowarto 1872. Na svorníku nad kněžištěm se pak nachází erb. Prostřední svorník je bez ozdob.

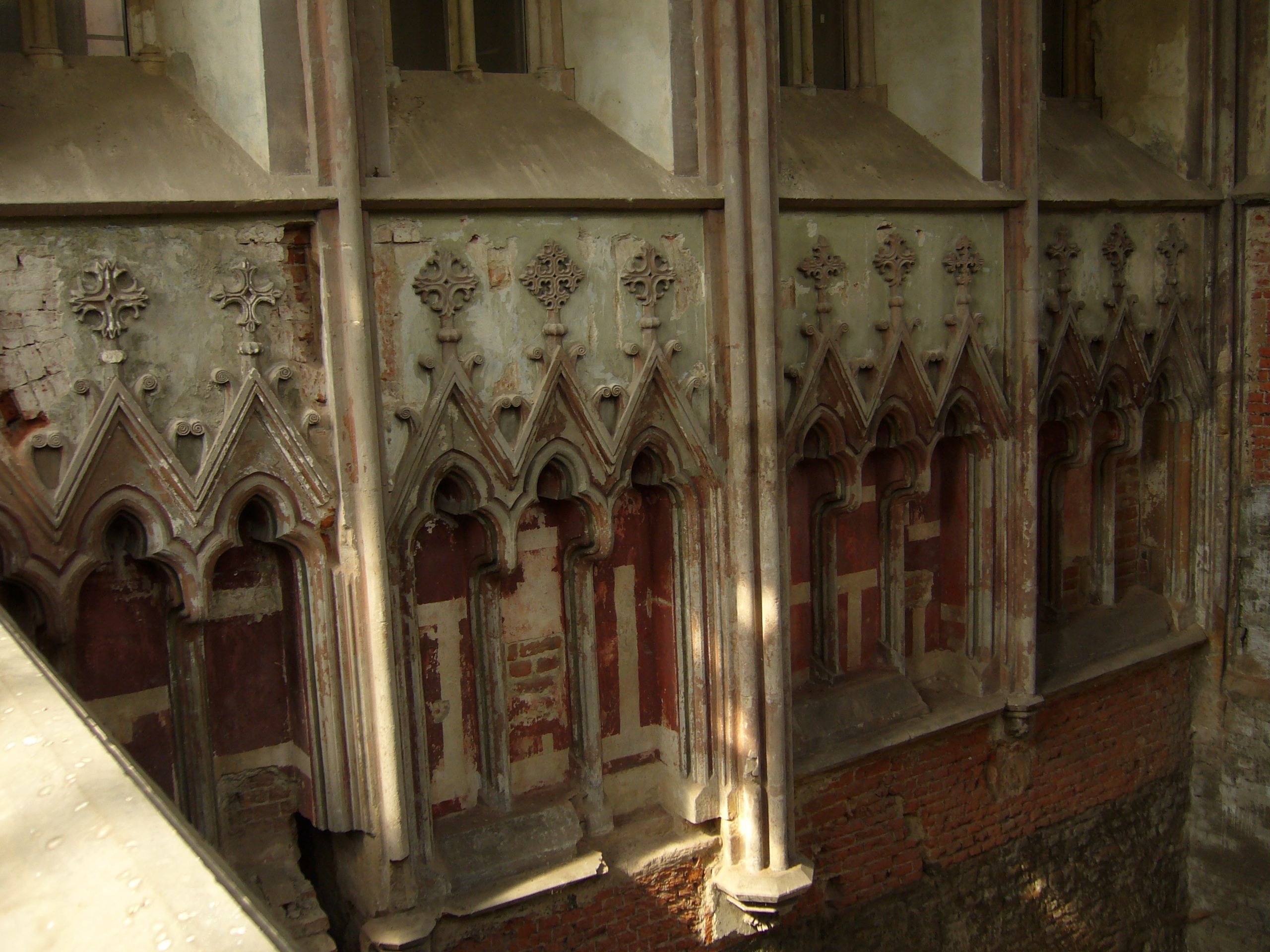
Stav sedílií před rekonstrukcí

Pod okny na severní stěně jsou výklenky (sedilia), které nejsou jenom ozdobnými nikami pro sochy světců, ale místy určenými pro duchovní. Naznačují, kde kdysi byla výška původní podlahy. Mezi válcovými příporami se jich nachází celkem 12. Jsou částečně zapuštěny do zdi a skládají se z trojlistů, doplněných vimperky zdobenými jednoduchými listy zakončeny bobulemi, které spolu se stylizovanými kříži dodávají sedíliím plasticitu. Společně se zaklenutím se jedná o nejhodnotnější gotické prvky nacházejících se v kapli.
Veškeré zdi jsou omítnuté podle původní tradice, až na prvky, které odkazují na původní uspořádání kaple. Odkryté části zdiva jsou ponechány pouze na úrovni krypty a východní stěny. Restaurátoři se snažili věrně kopírovat původní barevné schéma kaple, podle dochovaných záznamů. Na východní stěně je umístěn obraz sv. Tomáše Becketa od malíře Jana Bochenka a sochy dvou svatých z oltáře. Samotný presbytář se svou oltářní mensou není nijak oddělen od zbytku kaple. Celá kaple je v současném stavu koncipována v jedné úrovni. V interiéru jsou umístěny i nové kostelní lavice.

### Exteriér

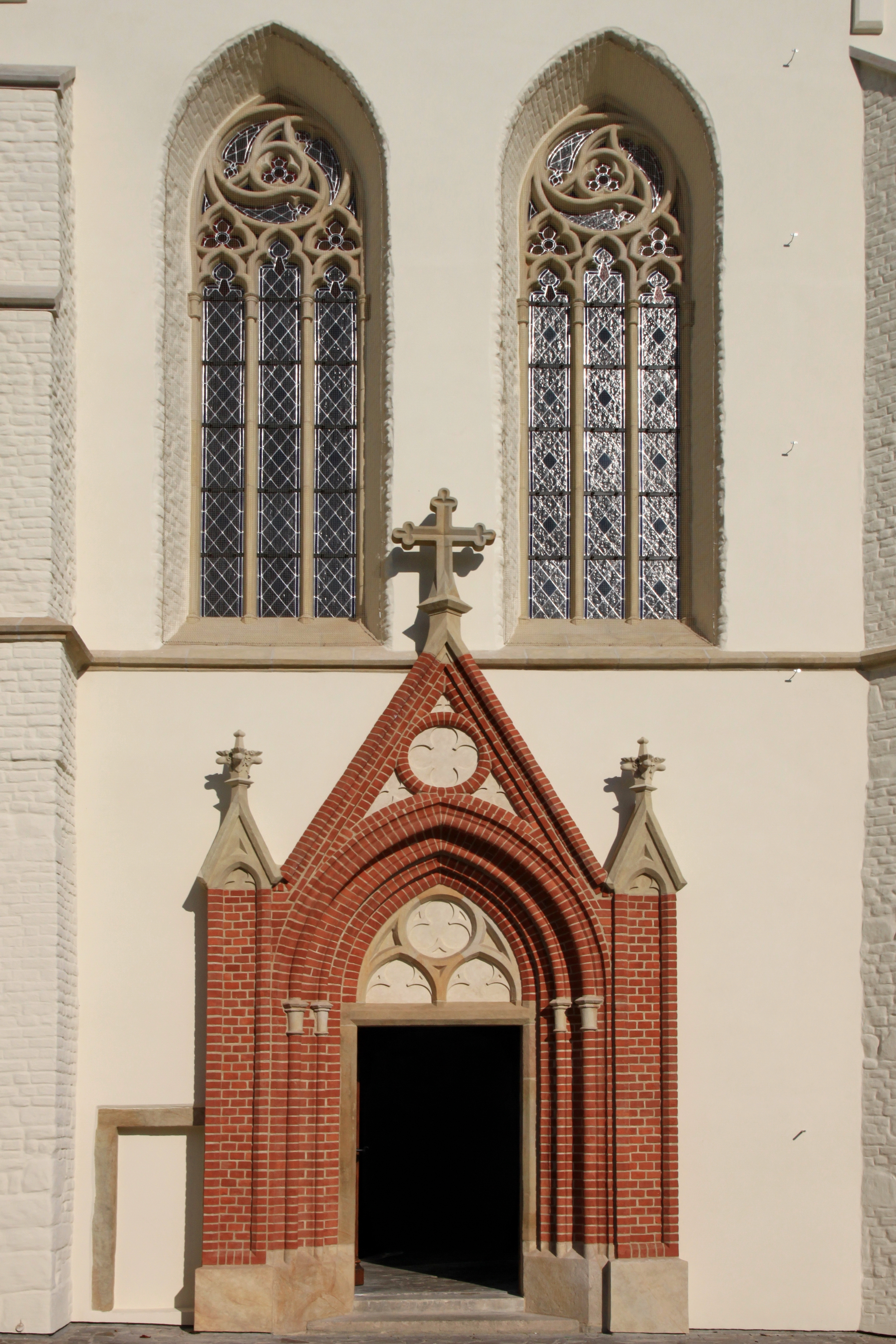
Vstupní portál

Vysoká a štíhlá stavba s cihelným ústupkovým vstupním portálem, který barevně kontrastuje s bíle omítnutou fasádou nebo bíle natřenými opěráky. Na západní fasádě si můžeme všimnout odlišného natočení rohových opěráků, z důvodu připojení severní stěny kaple k zámeckému celku.
Hlavní vchod do kaple je umístěn v ose západního průčelí. Bohatě profilovaný novogotický portál byl přidán a vystavěn v 70. letech 19. století. Tvarem ústupkového západního portálu je lomený oblouk lemovaný pilíři vyčnívajícími z líce stěny, které jsou zakončeny malými kamennými vimperky. Na sloupcích portálu jsou umístěny talířovité hlavice. Nad lomeným obloukem se pak nachází vimperk s čtyřlistou kružbou, který je zakončený kamenným křížem. I v tympanonu jsou slepé kružby. Další vstup do interiéru kaple se nacházel v suterénu ve východní části jižní stěny.
Na vstupní fasádě jsou umístěna dvě vysoká okna ukončená zalomením a zdobená kružbou. Všechna okna jsou umístěna nad římsou, která obíhá celou fasádou. Z této římsy pak vybíhají šikmé okenní parapety a samotná ostění oken. Fasády si jenom ve velmi malé míře zachovaly svou autenticitu díky četným katastrofám, které se v kapli udály. Koncem padesátých let 20. stol. se z rohové části fasády ztratila tzv. hlava Mongola, která byla jediným dochovaným pozůstatkem výzdoby exteriéru kaple. Na západní části je umístěna věžička zakončena křížem. Neomítnutá vnější severní stěna, která přiléhá ke knížecímu domu, umožňuje vidět původní otvor, kterým do kaple vstupoval kníže na liturgické slavnosti, aniž by procházel mezi věřícími.

## Restaurátorské práce

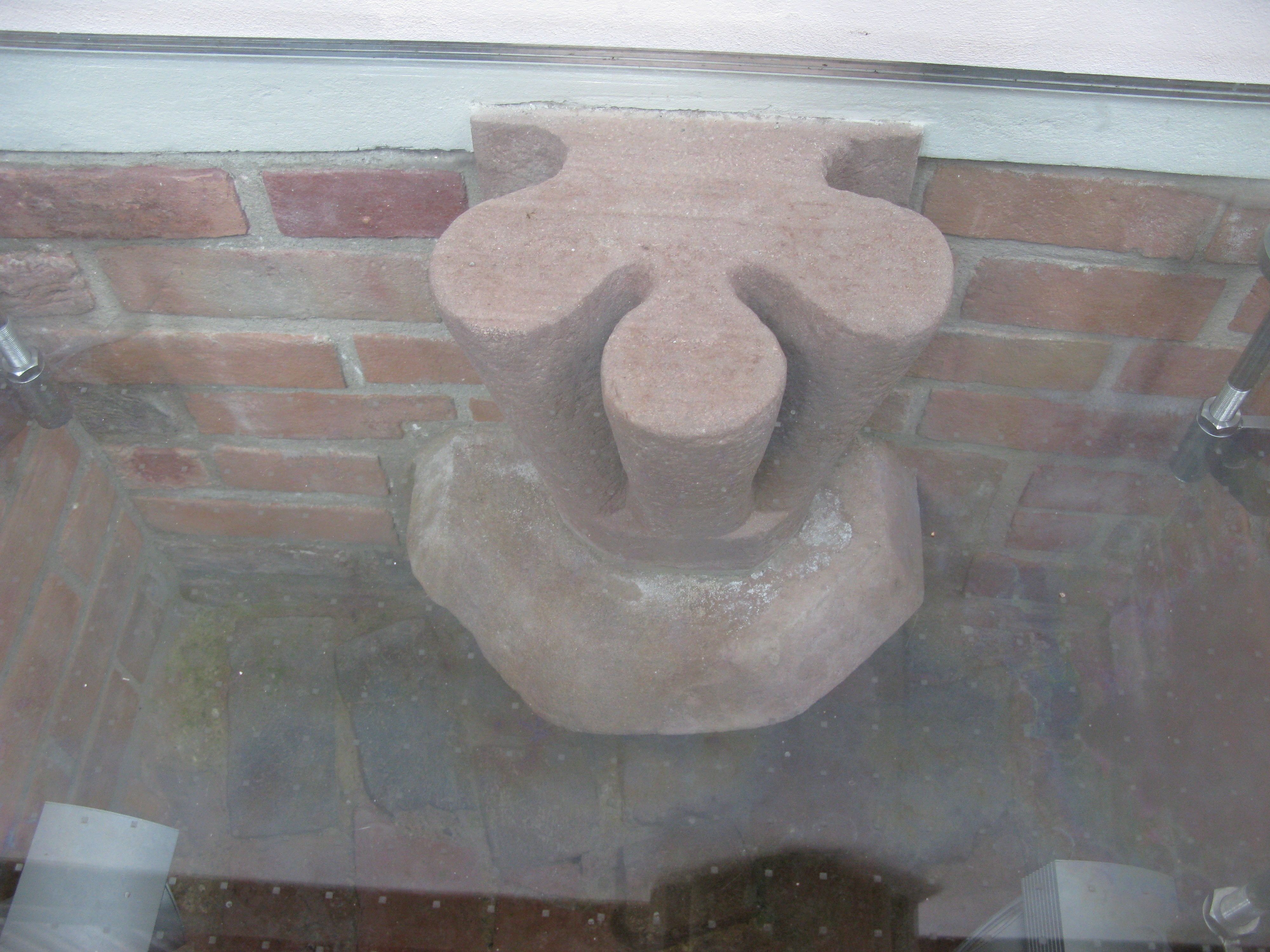
Původní konzola

Po třech letech od zahájení generálních oprav se v roce 2011 k renovaci připojili i historici. Jednalo se o kompletní renovaci, která zahrnovala opravu sklepů, zdiva, vstupního portálu s kamenickou výzdobou, montáži nových vitráží a střechy společně s nejvyšším bodem kaple, křížem. V roce 2014 začaly opravy interiéru. Chybějící kamenické prvky byly nahrazeny. Při restaurování byly nalezeny i prvky nástěnných maleb.

## Symbolika
Nástěnných nik je celkově 12, to značí 12 apoštolů. Pokud se na kapli podíváme z ptačí perspektivy působí jako relikviář. Dolní úroveň kaple mohla být pohřební oratoří ratibořským Piastovcům a relikviářem. Badatelé se domnívají, že kaple mohla ukrývat relikvie sv. Tomáše Becketa nebo sv. Jana Křtitele. Kaple sv. Tomáše Becketta je nejhodnotnější památkou v celém zámeckém komplexu v Ratiboři.

## Fotogalerie

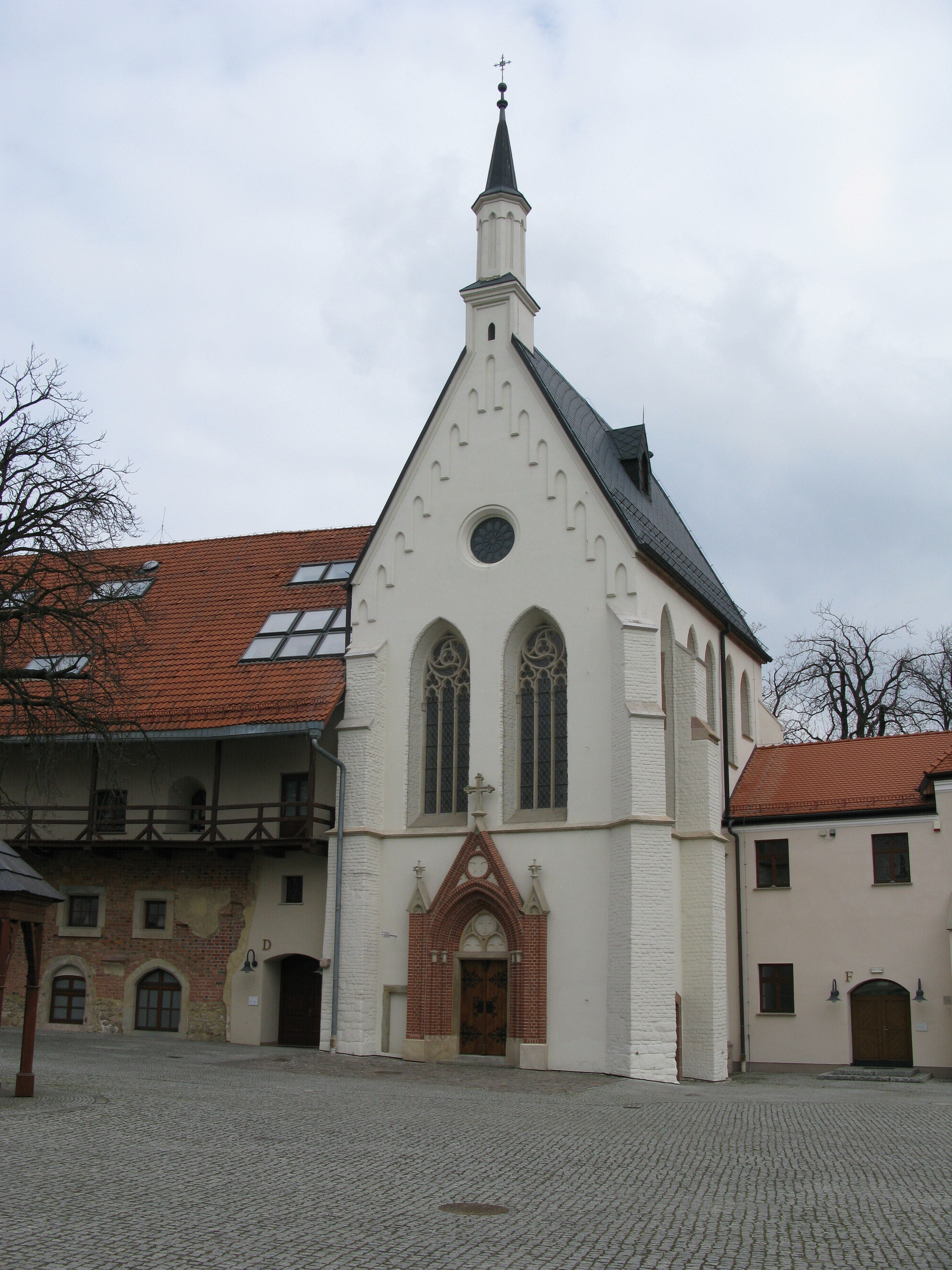
Zámecká kaple sv. Tomáše z Canterbury
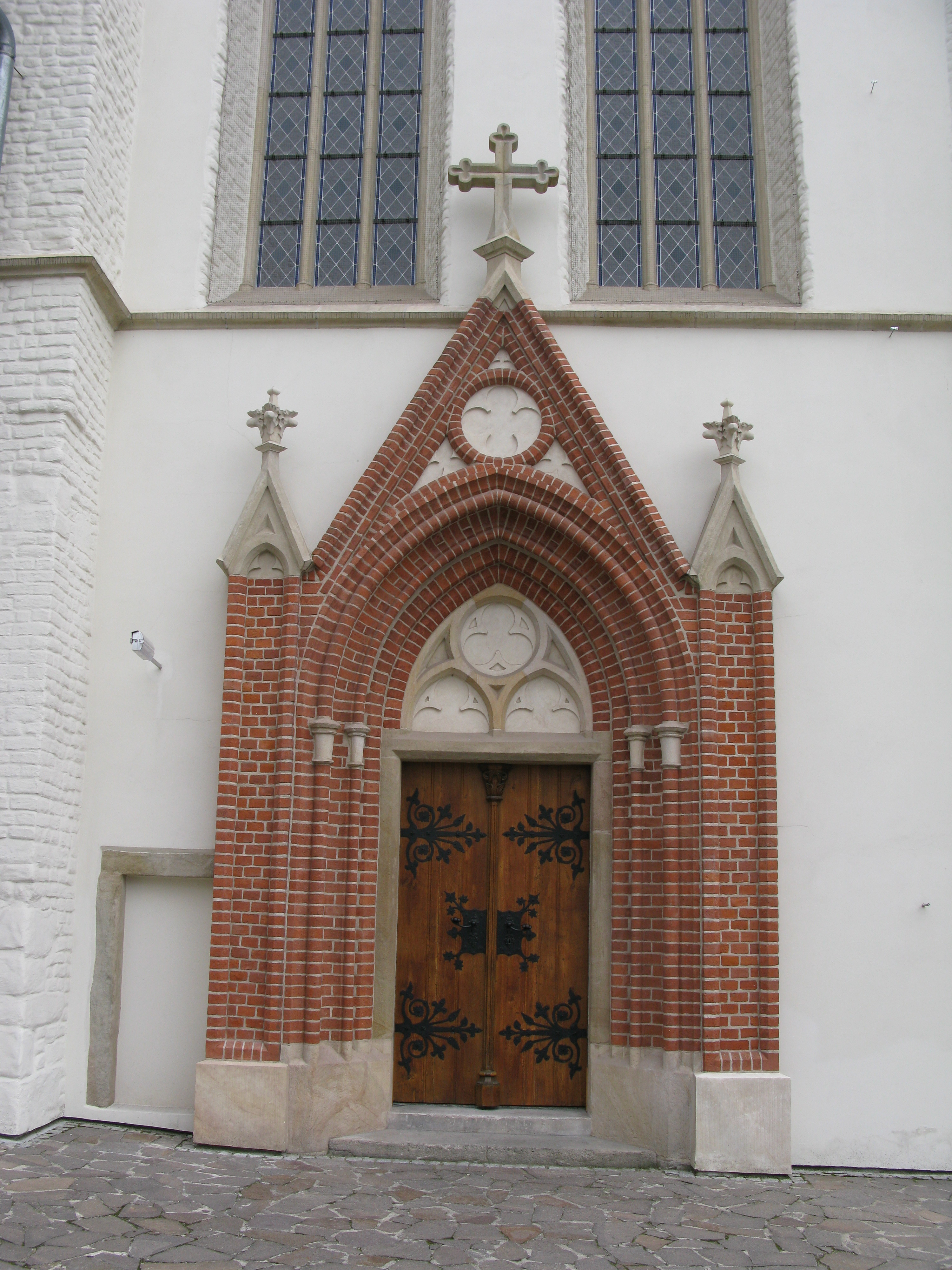
Vstupní portál
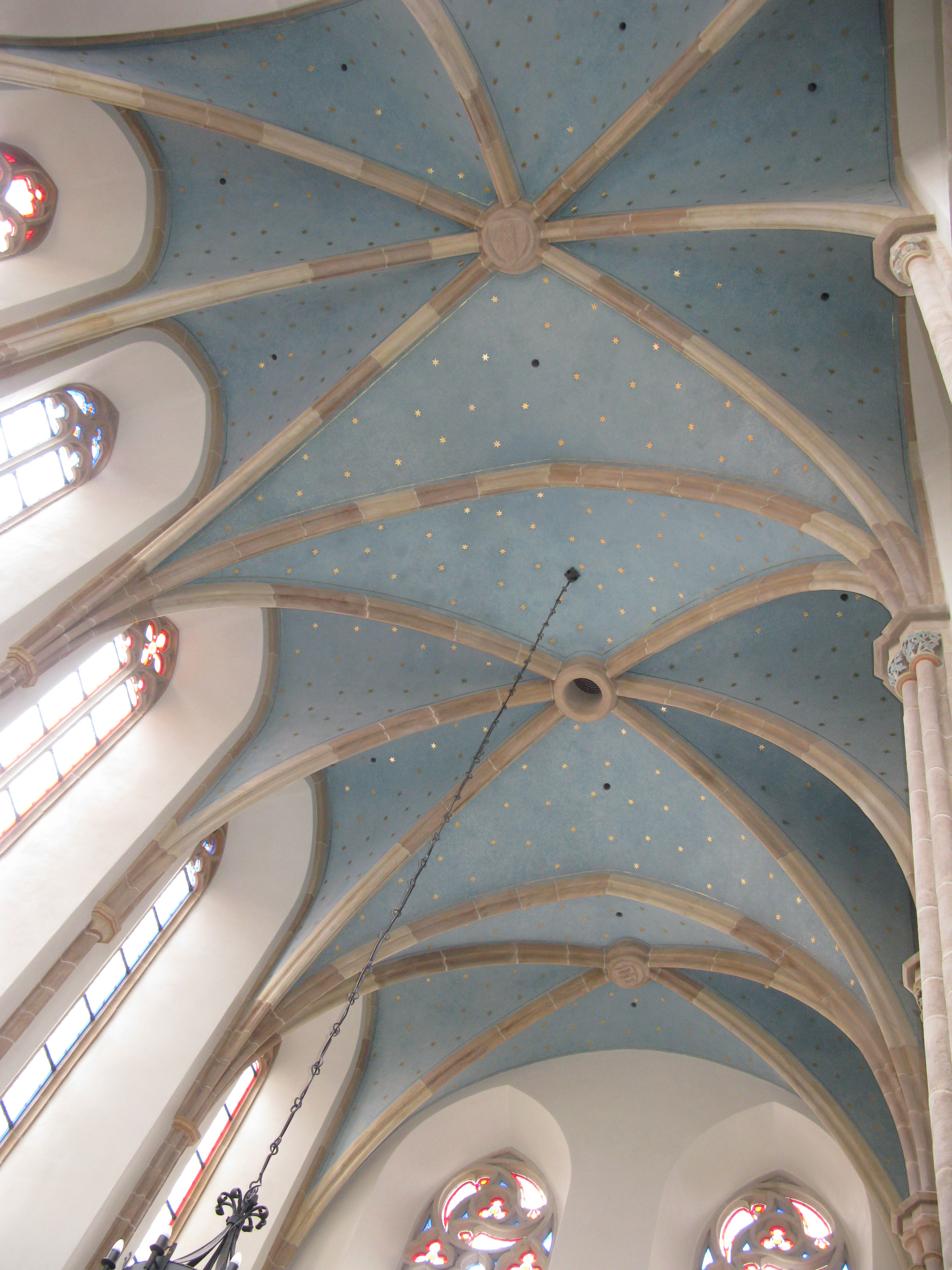
Klenební pole
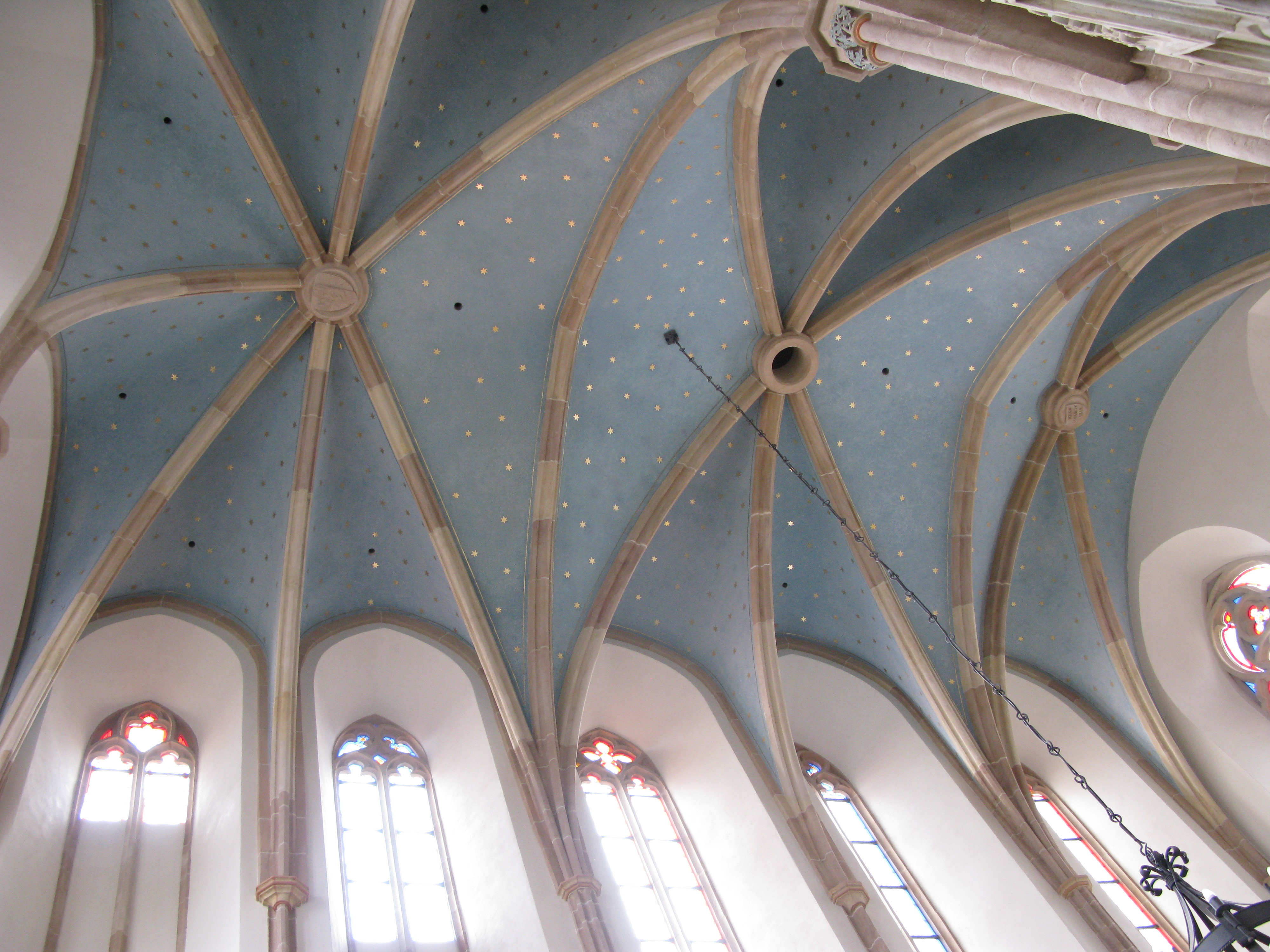
Zaklenutí kaple
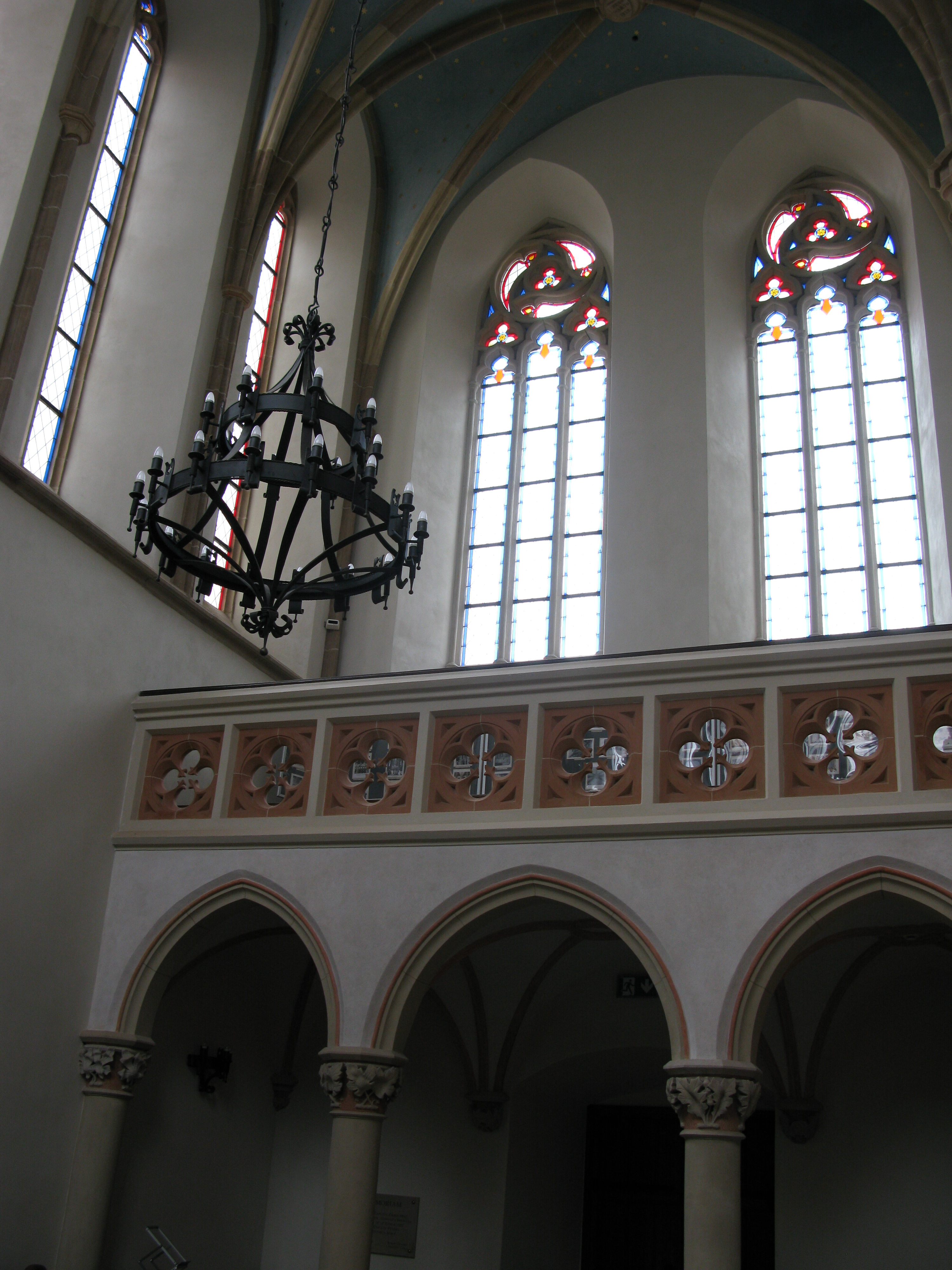
Pohled na novogotickou emporu
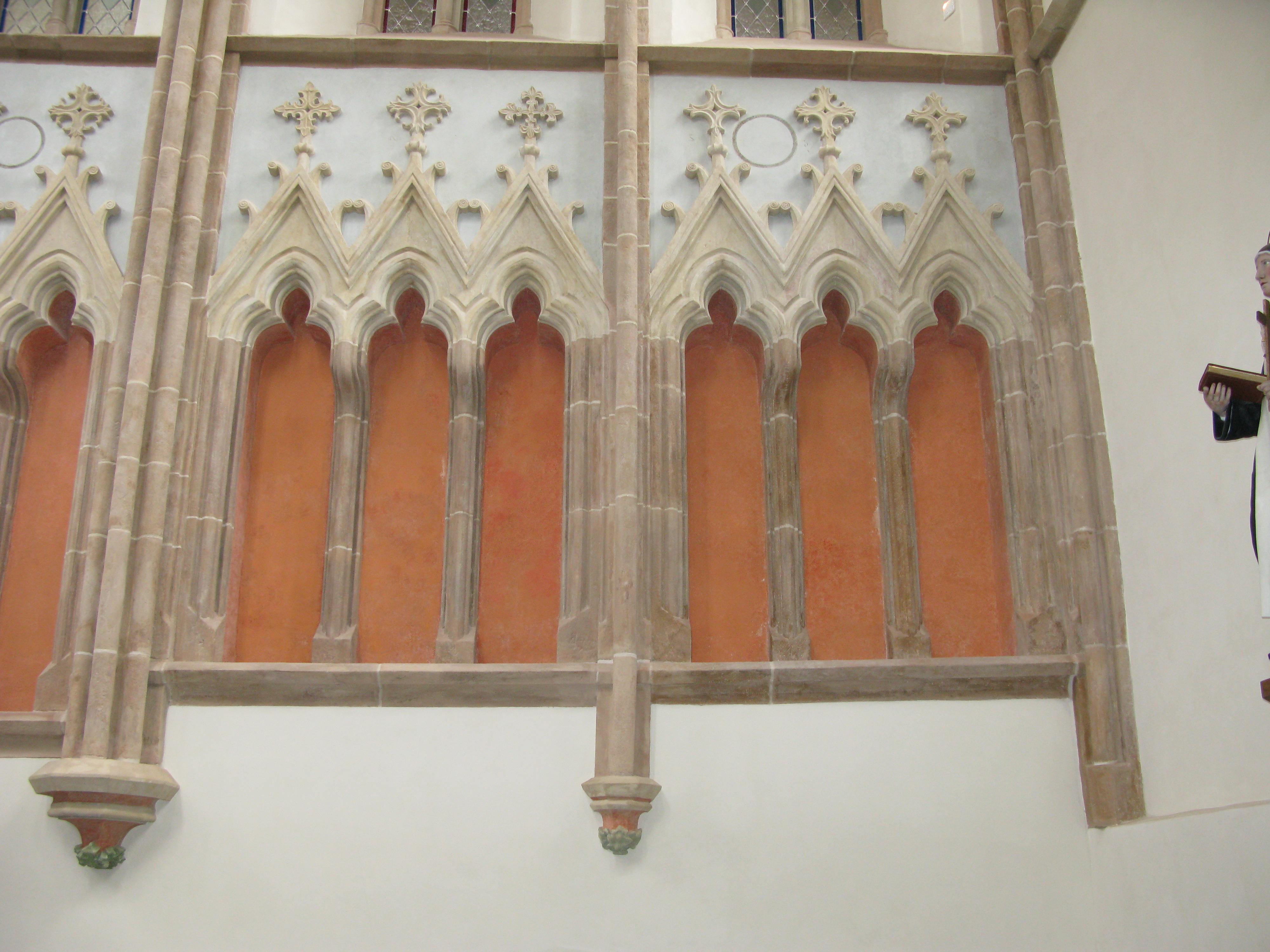
Sedilie
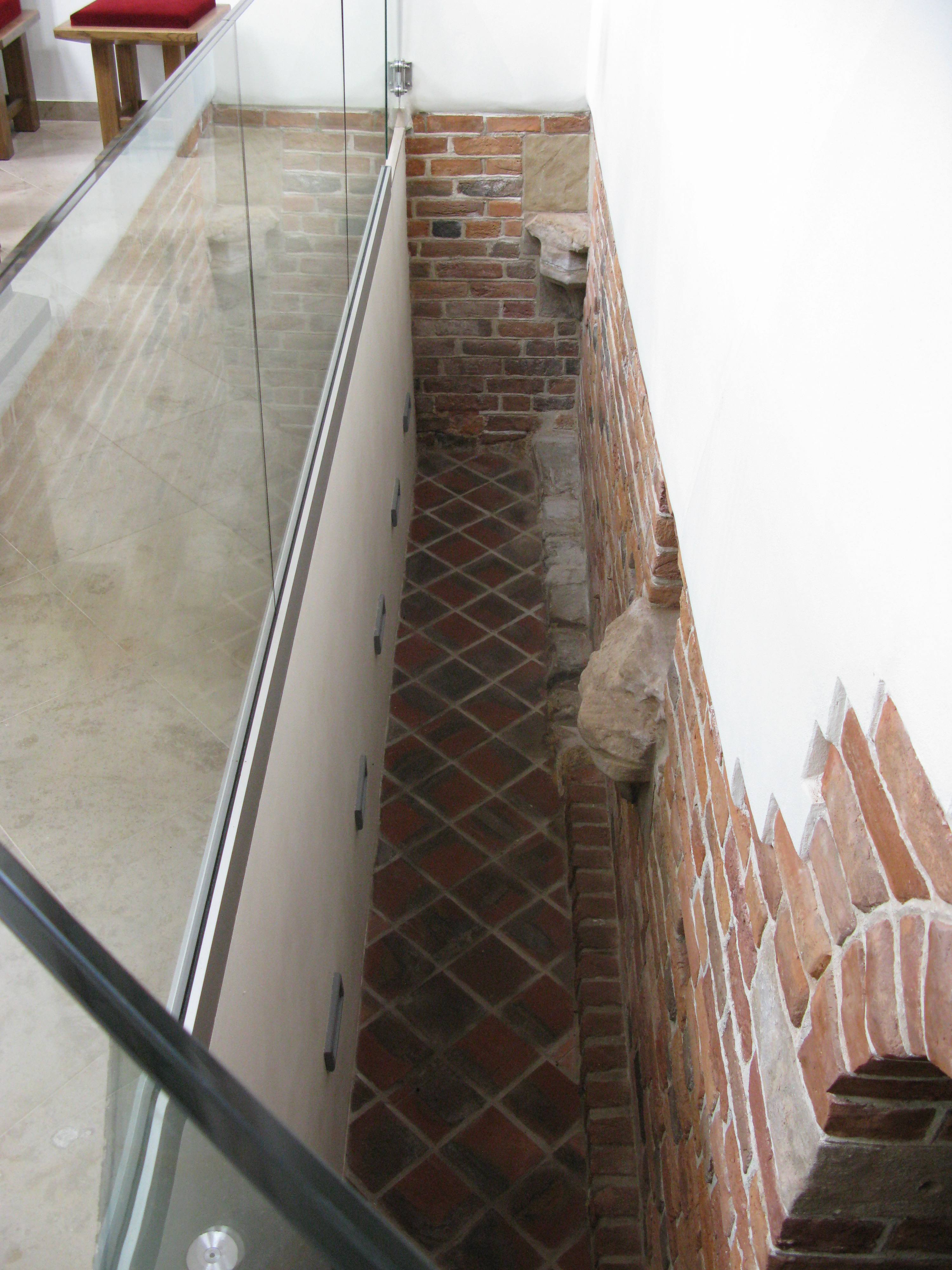
Původní východní část
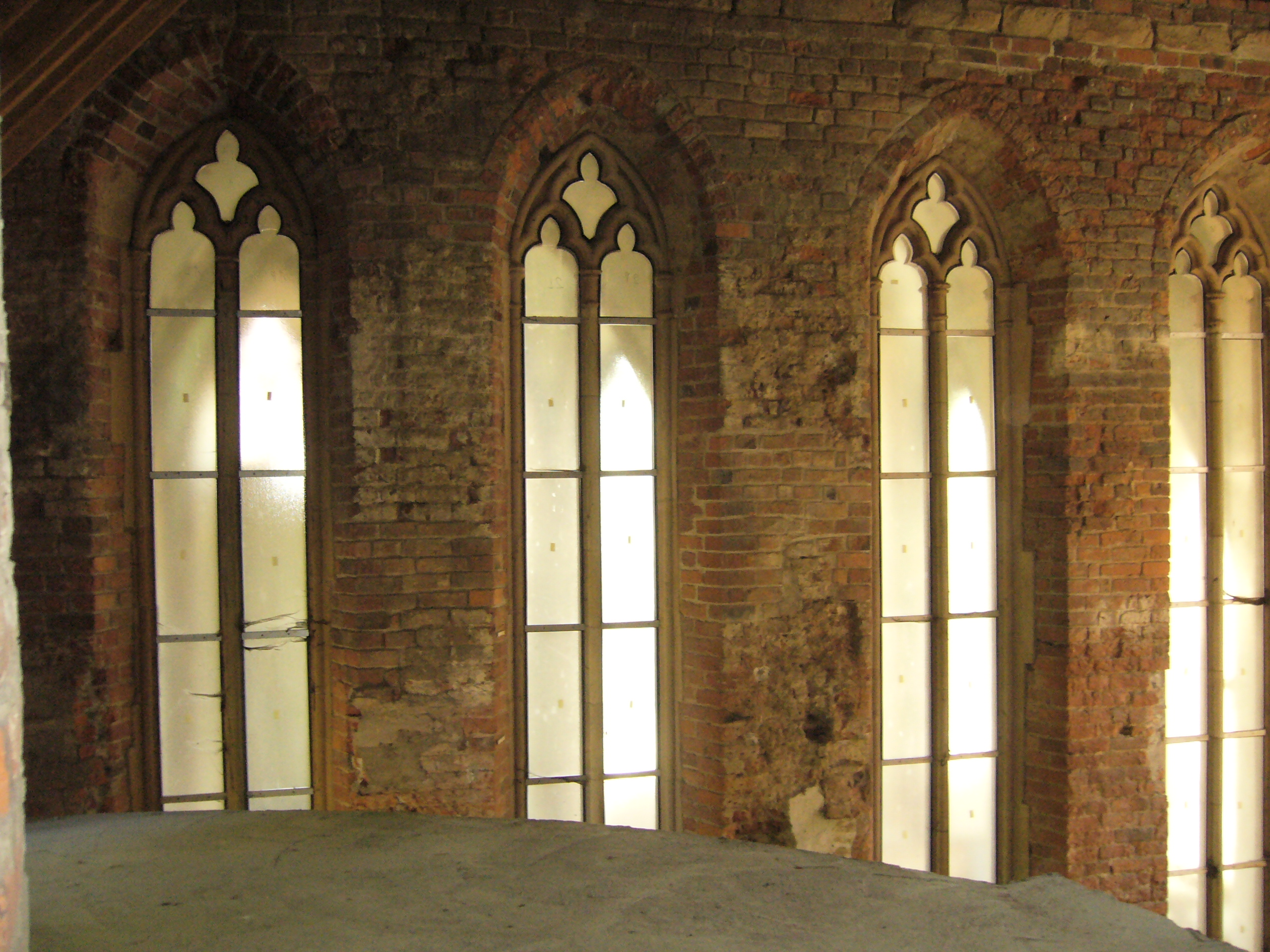
Stav kaple před rekonstrukcí
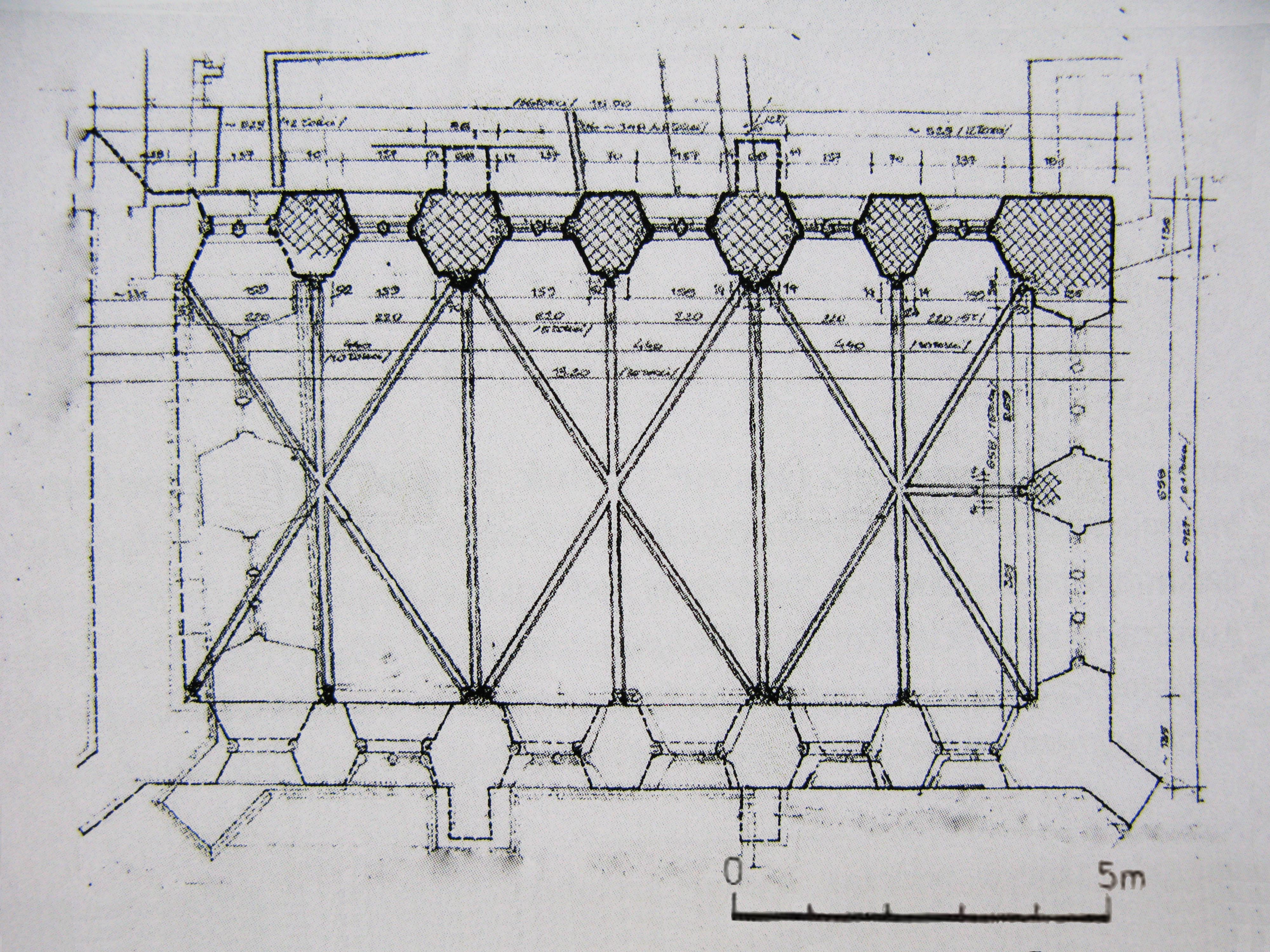
Půdorys kaple
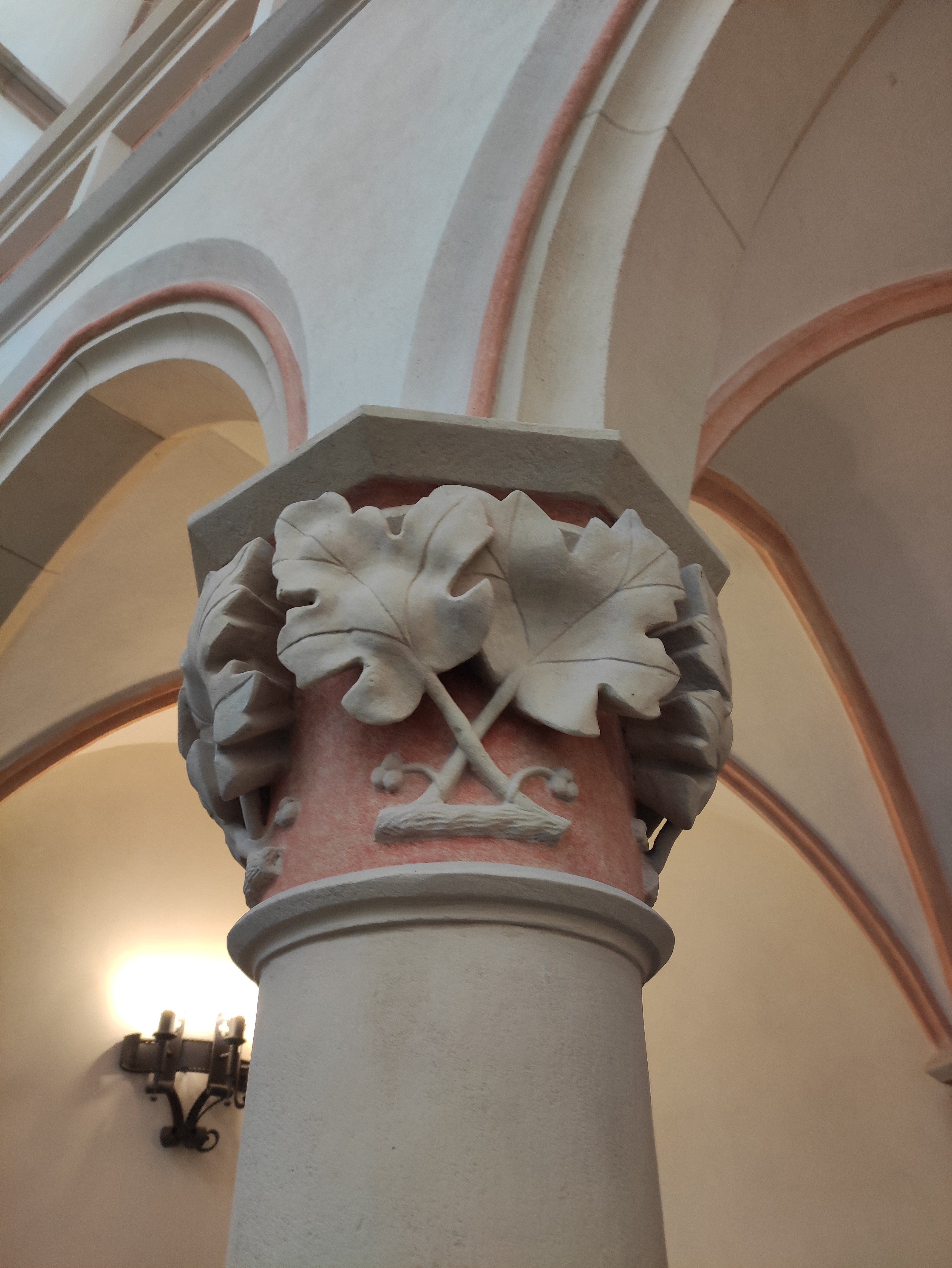
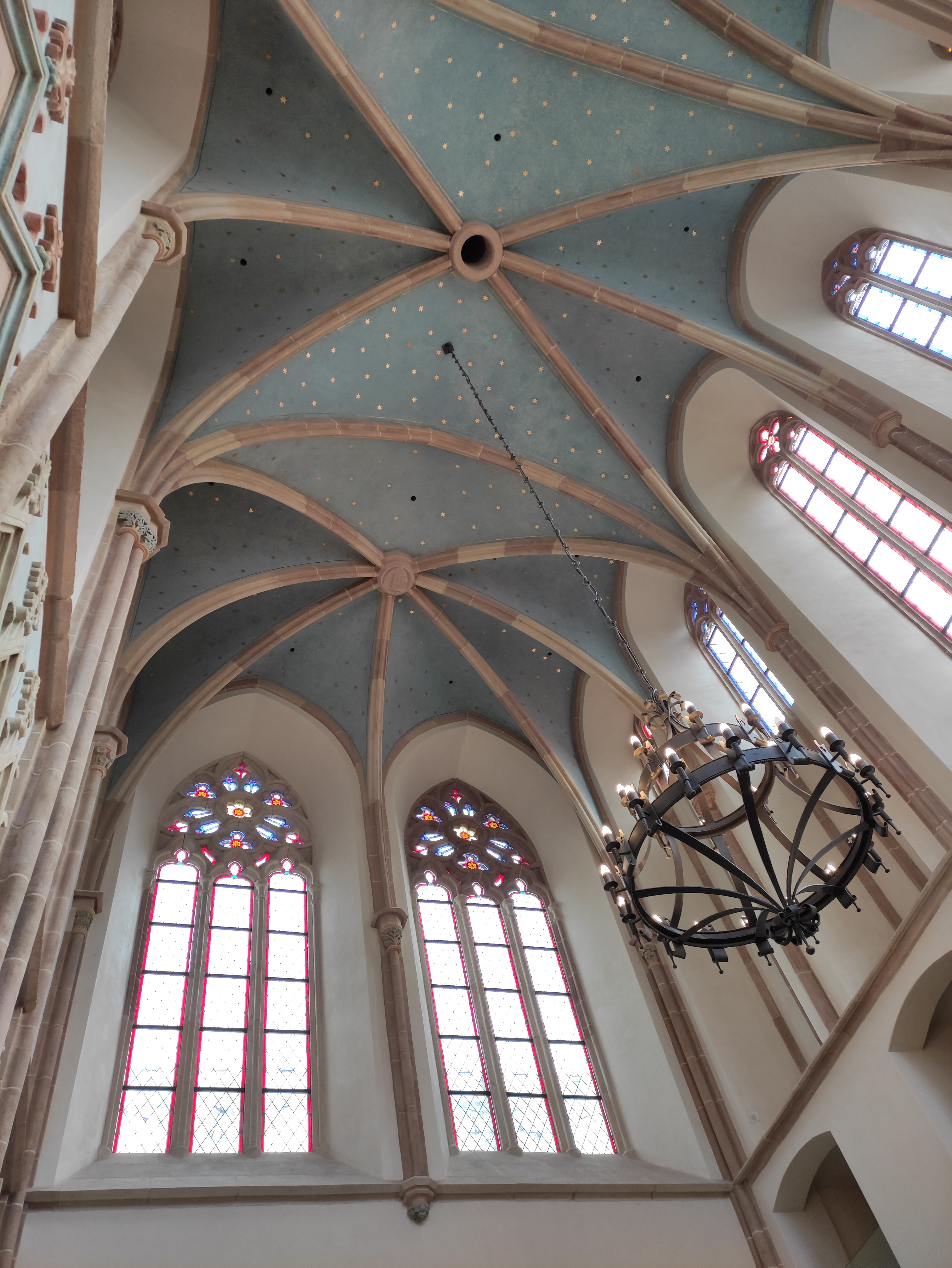
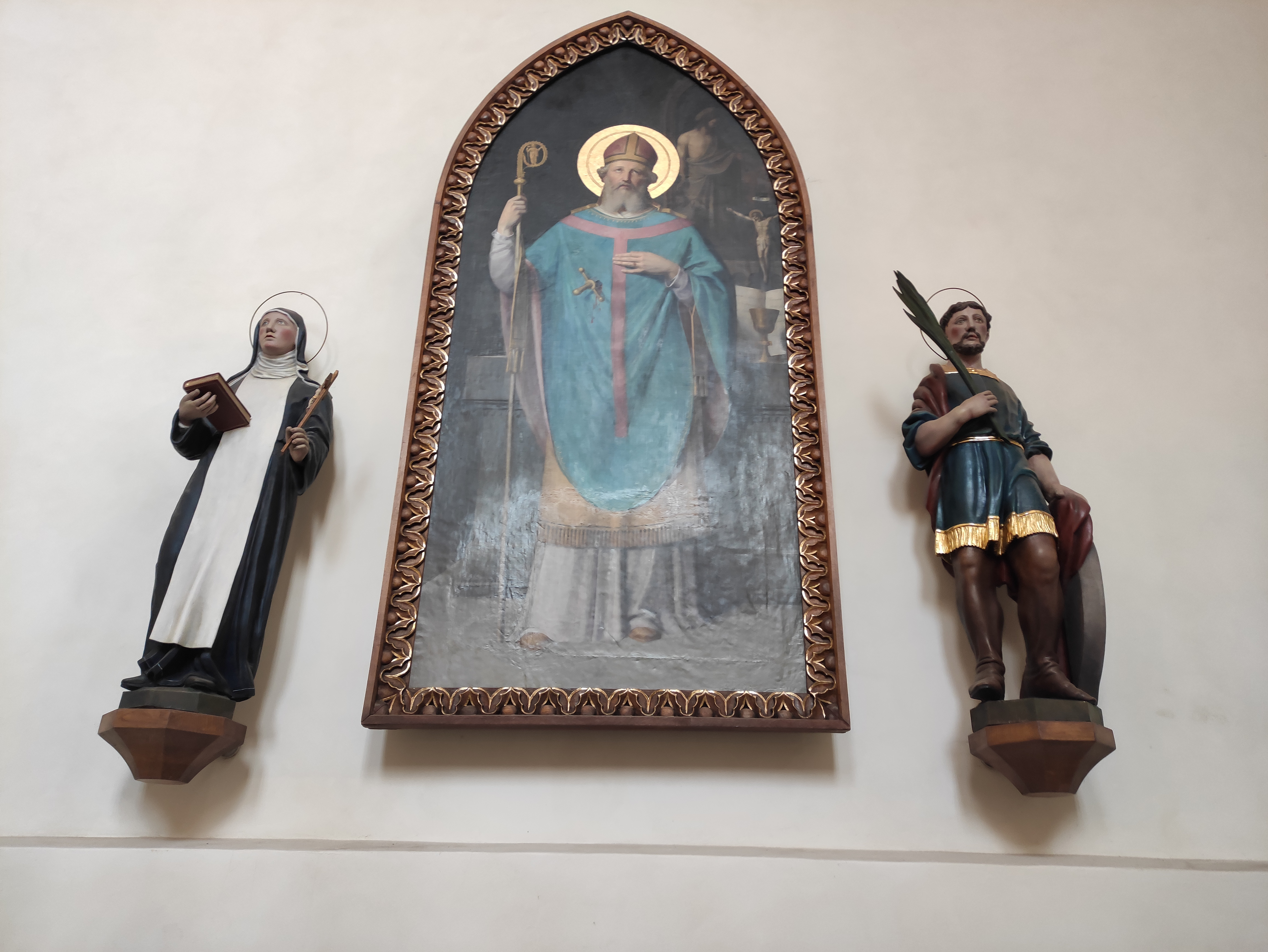
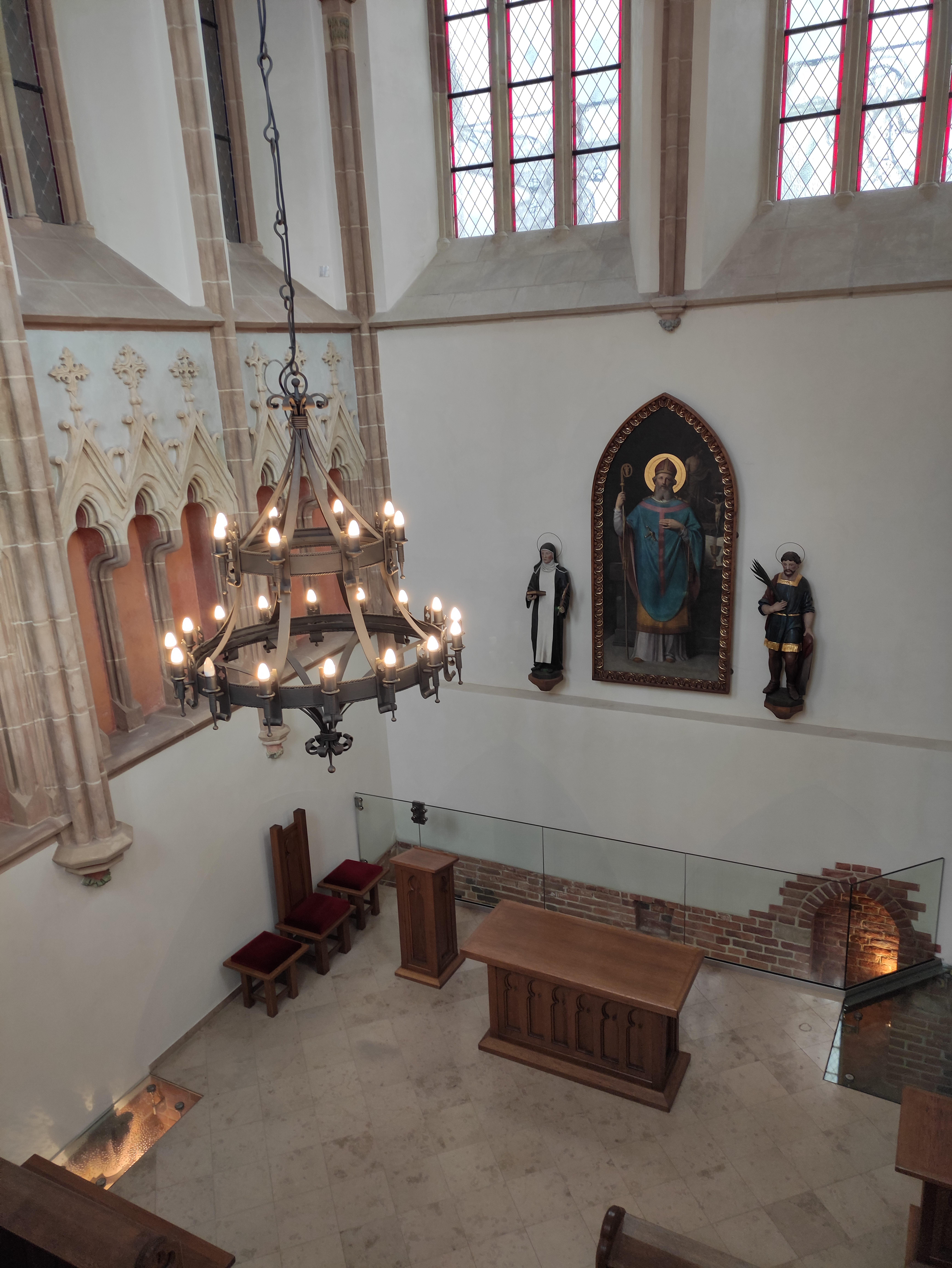